# 藍色情人節
是2010年美國浪漫劇情電影，由德瑞克·奇安佛蘭斯執導，蜜雪兒·威廉絲和雷恩·葛斯林主演，電影配樂由灰熊樂隊製作。劇情描述一對夫妻狄恩和辛蒂，透過電影鏡頭來回瞻顧過去與現在，從濃情蜜意的情侶因为生活方面等原因漸漸走入索然無味的關係，最後決定以一個晚上挽救他們的婚姻。威廉絲和葛斯林並分別以此片獲得多個電影獎項的男女主角提名。

## 獎項與榮譽
| 獎項               | 頒獎日期       | 類別                 | 獲獎者            | 結果 | 參考資料    |
| ------------------ | -------------- | -------------------- | ----------------- | ---- | ----------- |
| 奧斯卡金像獎       | 2011年2月27日  | 最佳女主角           | 蜜雪兒·威廉絲     | 提名 | [ 2 ]       |
| 芝加哥影評人協會獎 | 2010年12月20日 | 最佳男主角           | 雷恩·葛斯林       | 提名 | [ 3 ]       |
| 芝加哥影評人協會獎 | 2010年12月20日 | 最佳女主角           | 蜜雪兒·威廉絲     | 提名 | [ 3 ]       |
| 芝加哥影評人協會獎 | 2010年12月20日 | 最佳導演             | 德瑞克·奇安佛蘭斯 | 獲獎 | [ 3 ]       |
| 金球獎             | 2011年1月16日  | 最佳戲劇類電影男主角 | 雷恩·葛斯林       | 提名 | [ 4 ]       |
| 金球獎             | 2011年1月16日  | 剧情类电影最佳女主角 | 蜜雪兒·威廉絲     | 提名 | [ 4 ]       |
| 哥譚獨立電影獎     | 2010年11月29日 | 最佳電影             |                   | 提名 | [ 5 ] [ 6 ] |
| 獨立精神獎         | 2011年2月26日  | 最佳女主角           | 蜜雪兒·威廉絲     | 提名 | [ 7 ]       |
| 衛星獎             | 2010年12月19日 | 最佳電影             |                   | 提名 | [ 8 ]       |
| 衛星獎             | 2010年12月19日 | 最佳男主角           | 雷恩·葛斯林       | 提名 | [ 8 ]       |
| 衛星獎             | 2010年12月19日 | 最佳女主角           | 蜜雪兒·威廉絲     | 提名 | [ 8 ]       |

## 外部連結
- 官方网站
- 互联网电影数据库（IMDb）上《藍色情人節》的资料（英文）
- Box Office Mojo上《藍色情人節》的資料（英文）
- 爛番茄上《藍色情人節》的資料（英文）
- Metacritic上《藍色情人節》的資料（英文）